# Unità olfattometriche
Il metodo olfattometrico viene utilizzato per quantificare l'intensità di odore di una certa miscela. È noto come il nostro naso percepisca l'odore anche a concentrazioni molto più basse di quelle rilevabili da un qualsiasi strumento di misura. Nasce così il problema di quantificare una concentrazione non rilevabile dagli strumenti che la tecnologia ci mette a disposizione.
La soluzione risiede, quindi, nel valutare in maniera statistica, le soglie di percettibilità, sottoponendo ad un campione di testatori, diverse miscele contenenti molecole responsabili degli odori. Da questo tipo di valutazioni nasce il metodo olfattometrico che consiste, appunto, nel valutare la percettibilità di un odore, attraverso valutazioni statistiche effettuate su un campione di tester. In base a questo metodo è stata definita  l'unità olfattometrica o  unità odorimetrica  (U.O.) che corrisponde al numero di diluizioni di una miscela impiegato per far sì che il 50% del campione non avverta più l'odore.